# Blattella bioculata
Blattella bioculata är en kackerlacksart som först beskrevs av Hanitsch 1929.  Blattella bioculata ingår i släktet Blattella och familjen småkackerlackor. Inga underarter finns listade.